# Papilio iswaroides
Papilio iswaroides là một loài bướm thuộc họ Bướm phượng (Papilionidae). 
Loài Papilio iswaroides được mô tả năm 1898 bởi Fruhstorfer. Loài bướm Papilio iswaroides sinh sống ở .

## Hình ảnh

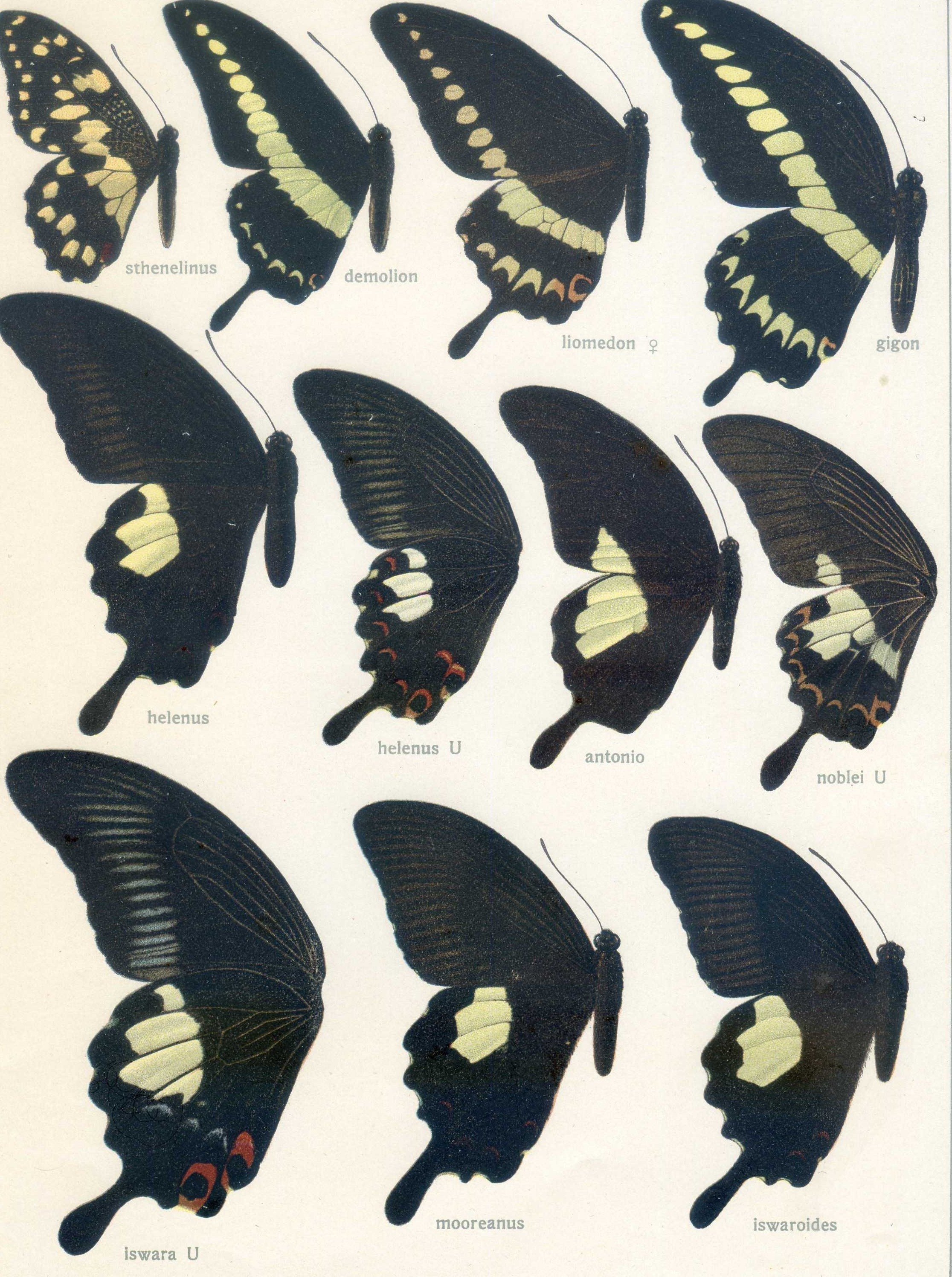